# Scala di Penrose

Scala di Penrose

La scala di Penrose, anche nota come scala infinita o impossibile, è un esempio di illusione ottica, descritta dai matematici inglesi padre e figlio Lionel e Roger Penrose insieme ad altri oggetti impossibili in un articolo pubblicato nel febbraio del 1958. Si tratta della rappresentazione bidimensionale di una rampa di scale che muta la propria direzione di 90 gradi quattro volte mentre la si sale o la si scende, per ritornare al punto di partenza in un giro infinito. Sebbene non sia possibile realizzare un oggetto tridimensionale di questo genere, l'immagine di Penrose riesce a darne l'illusione falsificando la prospettiva.

## Citazioni
L'influenza con le opere dell'artista olandese Maurits Escher fu reciproca, ma solo dopo la pubblicazione dell'articolo del 1958 Escher iniziò a disegnare oggetti impossibili. In particolare si servì della scala di Penrose nella litografia Klimmen en dalen (Salita e discesa, marzo 1960), nella quale si vedono alcuni monaci dediti a salire e a scendere le scale poste alla sommità di un monastero. Durante quell'anno Roger Penrose ed Escher furono informati dei rispettivi lavori, e nell'ottobre del 1961 Escher usò il tema del triangolo di Penrose come spunto per la litografia Wasserfall (La cascata).
Nel romanzo di Andrea Camilleri La scomparsa di Patò (2000) un archeologo inglese (Michael Christopher Enscher) ipotizza che il protagonista sia finito vittima della perniciosa scala, e sia perciò condannato a scendere e salire per l'eternità.
La scala di Penrose viene citata anche nei film Labyrinth di Jim Henson (1986) e Inception di Christopher Nolan (2010).